# جيريمي غافانون
جيريمي غافانون (بالفرنسية: Jérémy Gavanon)‏ هو لاعب كرة قدم فرنسي في مركز حراسة المرمى، ولد في 20 سبتمبر 1983 في مارسيليا في فرنسا. شارك مع منتخب فرنسا تحت 21 سنة لكرة القدم. أما مع النوادي، فقد لعب مع أولمبيك مارسيليا ونادي سوشو ونادي كان ونادي كليرمون 63.

## وصلات خارجية
- جيريمي غافانون على موقع قاعدة بيانات كرة القدم.إي يو (الإنجليزية)
- جيريمي غافانون على موقع ليكيب (الفرنسية)
- جيريمي غافانون على موقع Soccerway.com (الإنجليزية)